# Kojo Tovalou Houénou
Kojo Tovalou Houénou, à l'état-civil français Marc Tovalou Quénum (né le 25 avril 1887 à Porto-Novo, dans l'actuel Bénin, et mort le 13 juillet 1936 à Dakar, au Sénégal) est une figure du nationalisme dahoméen et de la négritude.

## Famille
Issu de la famille Quénum (transcription française de Houénou), Kojo Tovalou Houénou est le fils de Joseph Tovalou Quénum (1855-1925), un riche aristocrate dahoméen acquis à la cause française, et d'une sœur du roi d'Abomey Béhanzin (1845-1906).
Le 6 mars 1932, il épouse, à Paris, la chanteuse afro-américaine Roberta Dodd Crawford (1897-1954). De ce mariage ne naît aucun enfant.

## Biographie

### Origines, formations et débuts à Paris
Né à Porto-Novo à l'époque du protectorat, Marc Tovalou Quénum grandit dans une famille acquise à la colonisation française en dépit de ses liens avec la famille royale d'Abomey. En 1900, son père l'emmène en France et l'inscrit dans un internat bordelais en compagnie de son demi-frère. Après le baccalauréat, l'adolescent suit des études de droit et de médecine à l'université de Bordeaux. Pendant la Première Guerre mondiale, il s'engage comme docteur dans l'armée française mais est blessé en 1915, ce qui l'oblige à quitter le front. Démobilisé, il reçoit néanmoins la citoyenneté française, privilège rarement conféré aux indigènes à l'époque.
En 1918, Marc Tovalou Quénum est admis au barreau. Il fréquente par ailleurs le Paris mondain et noue une liaison avec l'actrice Cécile Sorel. Il s'essaie par ailleurs à l'écriture et publie L’involution des métamorphoses et des métempsychoses de l’Univers – L’involution phonétique ou méditations sur les métamorphoses et les métempsychoses du langage (1921).

### Critique du colonialisme
La même année, il retourne au Dahomey, où il est le témoin des injustices de la colonisation française. De plus en plus critique, il désire réformer l'administration coloniale, sans pour autant mettre un terme à la domination française. Dans cette optique, il crée, en 1923, l'organisation Amitié franco-dahoméenne. Il abandonne cependant son nom français pour une version plus dahoméenne, Kojo Tovalou Houénou, et commence par ailleurs à arborer le titre de prince.
Rentré en métropole en 1923, Kojo Tovalou Houénou est victime de deux attaques racistes à quelques mois d'intervalle, au cabaret-club Le Jockey, boulevard du Montparnasse, puis dans un nightclub de Montmartre, El Garron. Pris à partie par un groupe d'Américains qui ne supportent pas de voir un Noir servi dans un établissement, il est chassé du club par son gérant. L'affaire fait grand bruit dans la presse, qui accuse alors les États-Unis de chercher à imposer la ségrégation raciale en France. Cela motive une note du Quai d'Orsay (Poincaré étant à l'époque président du Conseil) à l'adresse des touristes étrangers chatouilleux sur les questions de race, condamnant officiellement ces incidents et les discriminations.
L'incident renforce alors la notoriété de Kojo Tovalou Houénou et conduit aussi l'avocat à radicaliser progressivement ses revendications vis-à-vis de la France. Partisan d'une assimilation totale des Africains à la France, il revendique toutefois l'auto-détermination au cas où la métropole s'opposerait à donner l'égalité totale aux indigènes.
En 1924, il crée la Ligue universelle pour la défense de la race noire et fonde le journal Les Continents avec René Maran. Il voyage ensuite aux États-Unis, où il fréquente la Universal Negro Improvement Association and African Communities League. De retour en France, il est suspecté par les autorités de s'être radicalisé et d'être devenu communiste. Par conséquent, son association est bientôt dissoute et son journal fait faillite après moins d'un an d'existence. 
Banni du barreau en 1925, il est contraint de rentrer au Dahomey et arrêté à de nombreuses reprises pour activités subversives. Il retourne alors aux États-Unis, où il est au centre d'un nouvel incident après avoir refusé de quitter un restaurant blanc à Chicago. Dans les années qui suivent, il navigue entre la France et le Dahomey, mais reste étroitement surveillé par les autorités françaises. Au début des années 1930, il rencontre, à Paris, la chanteuse d'opéra afro-américaine Roberta Dodd Crawford, qu'il épouse en 1932.
Le couple s'installe ensuite à Dakar, où Kojo Tovalou Houénou s'engage dans la vie politique, au grand dam des autorités françaises. Arrêté à plusieurs reprises, il se présente, sans succès, aux élections de 1928 et de 1932. Arrêté en juillet 1936, il meurt de la fièvre typhoïde peu de temps après. Privée de l'héritage de son époux par les autorités françaises, sa veuve lui survit jusqu'en 1954.